# Kisecset
Kisecset es un pueblo ubicado en el condado de Nógrád, Hungría.

## Superficie
Posee una superficie de 8,62 kilómetros cuadrados.

## Demografía
Hasta 2021 la población era de 203 habitantes, con una densidad de población de 23,54 habitantes por kilómetro cuadrado.